# Minatitlán (Veracruz)
Minatitlán es una ciudad en el sur del estado mexicano de Veracruz, y cabecera del municipio homónimo. Fue un puerto de altura a orilla del río Coatzacoalcos; en el año 1956 se establece la mayor refinería de Pemex; Refinería Gral. Lázaro Cárdenas del Río, primera y más grande en Latinoamérica hasta el año 2004.
Es la sexta ciudad en importancia del estado, y una de las 80 del país; perteneciendo al rango 4 de 8 de las grandes regiones funcionales por población, actividad económica e industrial; con IDH de 0.839 en la posición 16 del estado.
La ciudad está ubicado al norte del Istmo de Tehuantepec y en la región Olmeca del estado de Veracruz.

## Toponimia y origen del nombre
Se ha propuesto que el nombre de Minatitlán proviene del Náhuatl Mina: Disparar flechas contra alguno y el sufijo -titlán: Lugar, por lo que Minatitlán significaría "lugar donde se disparan flechas" o "tierra de flechadores", versión  reflejada en el centro del escudo del municipio, donde se encuentra representado un flechador.
Sin embargo está versión no cuenta con sustento histórico, por ejemplo en 1580 en una de las primeras descripciones detalladas de la región, el pueblo que está asentado en lo que hoy es la ciudad de Minatitlán era conocido como Tacoteno: A la orilla de las varas, sin ningún pueblo existente llamado Minatitlán. Para 1659 esta región muy probablemente ya se encontraba despoblada debido a los constantes ataques de corsarios y piratas ingleses.
Ya para 1804 Alexander von Humboldt a su paso por las costas veracruzanas (en su camino del Puerto de Veracruz a Cuba), relata el amplio comercio existente en el Paso de la Fábrica o simplemente La Fábrica (hoy Minatitlán), relatando que "desde Paso de La Fábrica se conducían a Veracruz y a La Habana, el tasajo de Tehuantepec, el añil de Guatemala y la cochinilla de Oaxaca".
El 8 de octubre de 1825 el presidente Guadalupe Victoria expide un decreto para la construcción de un puerto aduanero en el lugar más propicio existente en la barra de Coatzacoalcos, siendo La Fábrica el lugar más apropiado para esto. De igual forma el gobierno del estado solicita a Tadeo Ortiz de Ayala (criollo, insurgente, diplomático y entusiasma intérprete y conocedor de los problemas del recién independizado país) el 29 de julio de 1826 la fundación de un pueblo en el lugar antes llamado La Villa del Espiritu Santo (hoy Coatzacoalcos).
Así el 26 de noviembre y el 26 de diciembre de 1826 Tadeo Ortiz reporta al gobierno del estado la fundación de los siguientes poblados: Barragan-polis (fundado en La Villa del Espiritu Santo), Hidalgo-polis (fundado en el Remolino de los Almagres), Allende-polis (fundado en Quapinoloya), Morelos-polis (fundado en el Paso de Saravia), Abasolo-polis (fundado en Chalchicapa) y Mina-polis (fundado en el Paso de la Fábrica), dedicados en honor a diversos próceres de la independencia de México: Miguel Barragán (en ese tiempo gobernador del estado de Veracruz), Miguel Hidalgo, Ignacio Allende, José María Morelos, Mariano Abasolo y Francisco Xavier Mina respectivamente.
Sin embargo el gobierno del estado ordena que las terminaciones Polis (de origen griego y que sirven para denominar una ciudad), sean cambiadas a -titlán un sufijo náhuatl que sirve para denominar un lugar, y también a que se restituya a Barragan-polis su antiguo nombre indígena, por lo que finalmente quedaron fundados los pueblos de: Coatzacoalcos, Hidalgotitlán, Allendetitlán, Morelostitlán, Abasolotitlán y Minatitlán.
Siendo así que surgió el nombre de Minatitlán siendo un hidridismo español que quiere significar Lugar dedicado a (Francisco Javier) Mina.

## Historia

### Cronología de hechos
- En 1826, Tadeo Ortiz Ayala, por encomienda del gobierno del estado, fundó el pueblo de Minatitlán, con una fracción de terreno que cedió Francisco de Lara y Vargas vecino de Chinameca.

- En el año 1828, la población es numerosa y da inicio el corte de maderas, derivado de ello se establecen muchas casas comerciales y el aumento poblacional en el margen del río Coatzacoalcos; lo que fuera el asentamiento del Antiguo Minatitlán.

- El 28 de mayo de 1853, el presidente de la república declara al pueblo de Minatitlán Villa y cabecera del territorio de Tehuantepec.

- El 18 de octubre de 1863, los patriotas locales se unen a los vecinos de Chinameca, Cosoleacaque y Acayucan, sumándose a las fuerzas republicanas, librando una cruenta batalla contra los invasores franceses en la Batalla de Totoapan, fecha gloriosa en que expulsaron de la población a uno de los mejores y más disciplinados ejércitos del mundo.

- En 1902, la empresa Pearson & Son LTD, inicia las exploraciones de petróleo en la congregación de Emilio Carranza, perteneciente a Minatitlán.

- En 1905, Pearson & Son LTD adquiere los terrenos de Ribera Colorada y La Carbonera, perteneciente a este municipio para instalar la primera refinería experimental.

- En 1909, Pearson & Son LTD vende la refinería a la Cía. Mexicana de Petróleo El Águila.

- Para el 8 de mayo de 1910, se establece el servicio de carga y pasajeros de Minatitlán al Carmen, desapareciendo la arriería como comunicación de carga con las poblaciones del interior.

- Con motivo de la celebración del Centenario de Independencia, las autoridades del cantón construyeron el Mercado Hidalgo y el Parque Independencia; el 5 de septiembre de 1910, siendo gobernador del estado Teodoro A. Dehesa, Mariano Caraza, diputado presidente y Eduardo R. Coronel diputado secretario, firman este decreto; “Art 1º.- Con motivo del primer centenario de la proclamación de la Independencia Nacional, desde el día 15 del presente mes, quedara elevada al rango de Ciudad la Villa de Minatitlán, cabecera del cantón de su nombre”; "Minatitlán es Ciudad" y el decreto se lee por la mañana del 15 de septiembre de ese año; para conmemorarlo, los trabajadores de la Refinería obsequian a la ciudad la estatua del padre de la patria Don Miguel Hidalgo y Costilla.

- El 4 de abril de 1917, la Compañía Mexicana de Petróleo El Águila, firma el acta de entrega de alumbrado de las calles Hidalgo y Juárez, el Parque Independencia, Cerro del Cuartel, Comandancia Militar y el Mercado de esta Ciudad siendo Presidente Municipal, R. Vidal Delgado; anteriormente el alumbrado de la ciudad se hacía utilizando el petróleo que era cambiado diariamente.

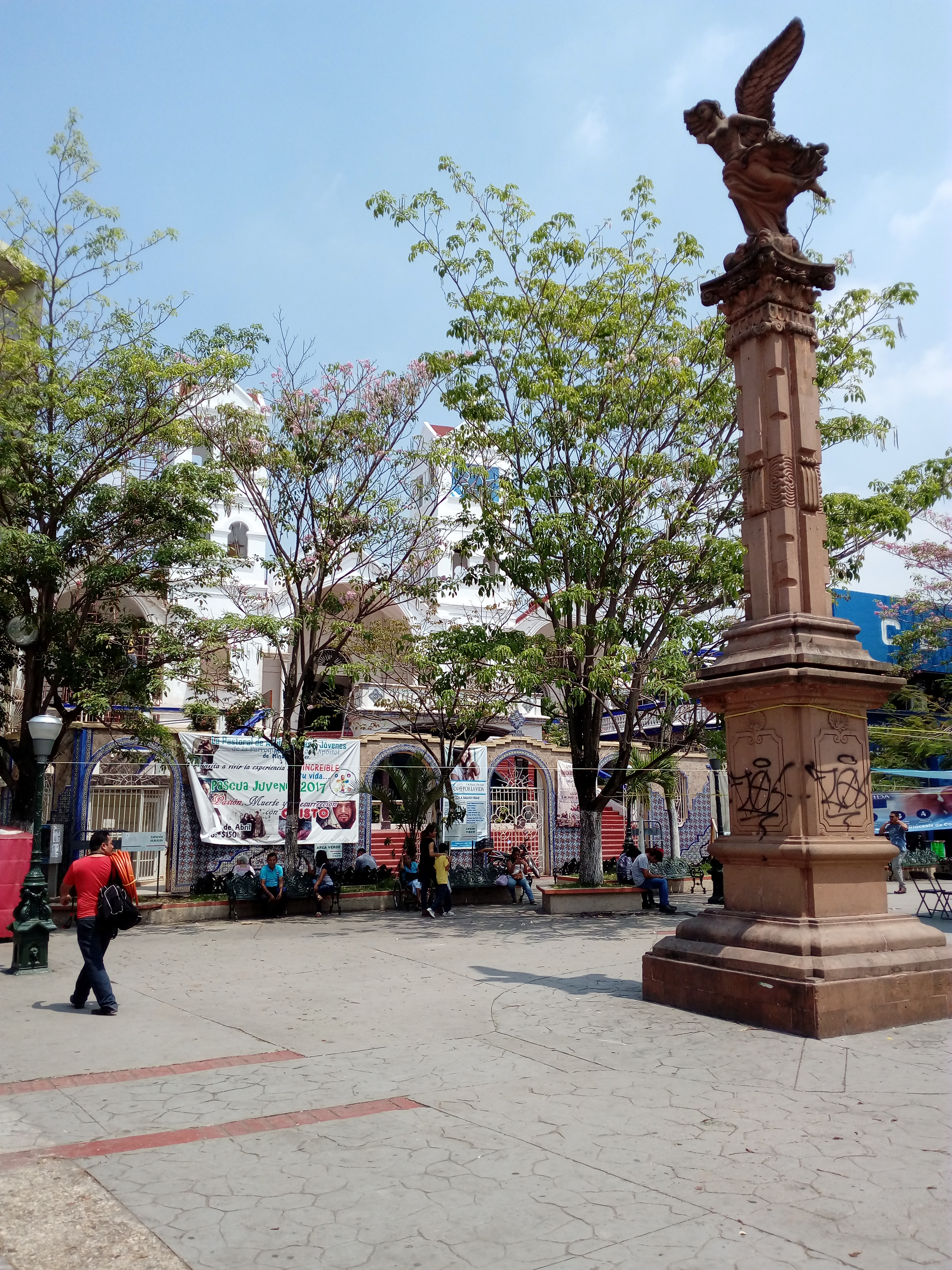
Parroquia de Minatitlán

- En el año 1921, aparece por primera vez un aeroplano en los cielos de Minatitlán, tripulado por Pablo Sidar Escobar.

- El 18 de junio de 1925, se agregan a Minatitlán las congregaciones de La Bomba y Mapachapa, firmando el Decreto No. 148 el gobernador del estado, Gral. Heriberto Jara y el secretario general de gobierno G. Vázquez Vela, publicado en la Gaceta Oficial del Estado n.º 75 el 23 de junio del mismo año, quedando desde entonces el problema limítrofe entre los municipios de Minatitlán y Cosoleacaque.

- Para el año de 1935, Minatitlán ya cuenta con una población de 25,000 habitantes, con un animado comercio a excepción de unas cuantas aceras mal terminadas en las tres calles principales y un tramo empedrado en la calle Hidalgo; aún no se pavimentan las calles que durante la época de lluvias se ponían intransitables.

- Para darle el impulso que necesitaba Minatitlán y considerarla entre las Ciudades más importantes, el 1.º de agosto de 1934, la hidroeléctrica inicia sus trabajos para proporcionar energía eléctrica en la población. Una Ciudad prospera tenía que tener quien hiciera su historia y la escribiera tal como la ha visto ayer y hoy en su progreso; el 9 de agosto del año en curso, un hombre de gran visión Manuel Rodríguez Olán en unión de otros periodistas locales, funda el diario "La Opinión", para días después asumir la dirección de este órgano informativo que desde entonces es bien recibido por la población; en este año se funda la Cruz Roja.

- Al no aceptar la empresa, el fallo de la Junta Federal de Conciliación y habiendo rebelión por parte de la misma en contra de un mandato supremo, el gobierno declara la "Expropiación de la Industria" que se convierte en Petróleos Mexicanos; a las 23:00 horas del día 18 de marzo de 1938, se escucha largamente la alarma de la refinería celebrando el decreto de expropiación de la industria petrolera, hecho trascendente en la ciudad.

- En 1961, se crea el municipio de Las Choapas, restando 2,850 km.2 al municipio de Minatitlán.

- El decreto de 8 de octubre de 1963, se estableció los límites entre los municipios de Hidalgotitlán y Minatitlán.

- En 1986, se inaugura el nuevo edificio del palacio municipal.

- En el mes de enero del 2001, el Dr. Delfino Álvarez Blanca, descubre la zona arqueológica de "Las Lomas", municipio de Minatitlán; «La Ciudad Serpiente-Jaguar, Quetzalcoalpan».[13][14]

### Inundaciones
En septiembre de 2008, el municipio se enfrenta con inundaciones importantes que desde finales de los años 70 no ocurrían. Centenares de personas fueron evacuadas por unidades del Ejército Mexicano y Policía Federal, debido que el 51% de la cabecera municipal se encontraba inundada por el desborde del río Coatzacoalcos; personal de Protección Civil  y Bomberos atendieron a más de 10 mil damnificados.

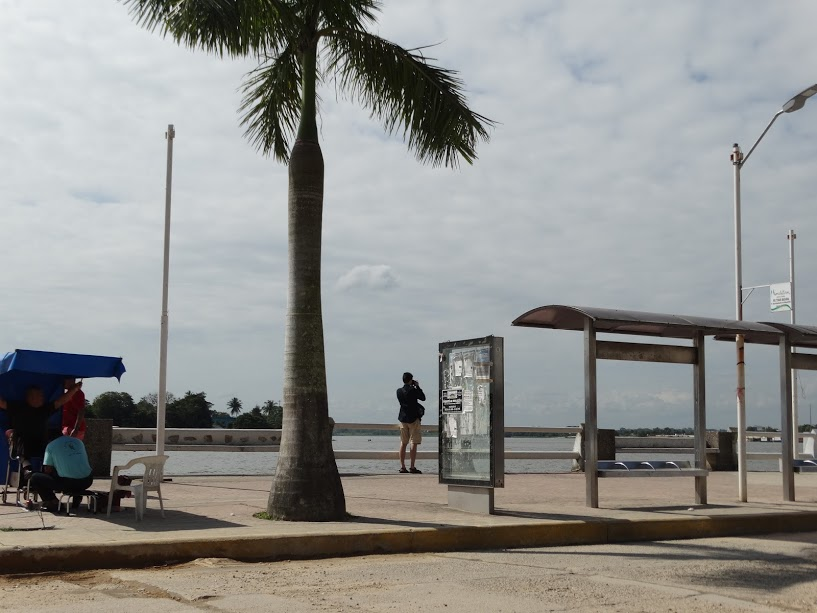
En el paseo marítimo

En octubre de 2010, Minatitlán sufre la peor inundación en su historia; los ríos Coatzacoalcos, Chiquito y Uxpanapa, producto de intensas lluvias provocadas por el Huracán Matthewes y escurrimientos pluviales de Oaxaca y Chiapas, salieron de su cauce convirtiendo 150 comunidades pertenecientes a este municipio en zonas de destrozo total, y dejando 120 poblados incomunicados; las calles de la zona centro y 50 manzanas en la cabecera municipal, se convirtieron en ríos con 2.3 y 3 metros de profundidad; la circulación Minatitlán-Coatzacoalcos, quedó temporalmente cerrada, debido a que el agua de lagunas y pantano, rebasó la carpeta asfáltica de la autopista que comunica a estos municipios; personal de SEDENA, Seguridad Pública, Protección Civil, Bomberos y cientos de voluntarios, evacuaron a miles de personas que se encontraban en la zona de desastre, otras se negaron a desalojar sus viviendas por temor a perder más de lo que ya se había perdido.

### El puerto de Minatitlán
De 1731 a 1735, Minatitlán contaba con numerosos aserraderos y era conocido como «Paso de la Fábrica», nombre por el que se conoció a Minatitlán, siendo en este lugar donde construyeron su Astillero y el primer Navío que se llamó “Nueva España”, en 1804 se desmantela; ya existía Tacoteno, lugar por donde pasó Hernán Cortes en su viaje a las Hibueras; por razones de fonética lo llamó Tlacotenco.
En 1829, Minatitlán se especializa en la venta de ganado y madera como principales productos; el 24 de enero de 1830 arriba a la Barra, el barco Francés “La Joven América” con 103 pasajeros que naufraga en la bocana del río Coatzacoalcos, el 16 de abril del mismo año, arriba el barco “Hércules” con 142 pasajeros y el 25 de julio “El Diana” con 83 pasajeros más, siendo estos mismos los colonos franceses a quien se debe los apellidos de distinguidas familias habitantes de la región.
En 1825 Minatitlán es nombrado «Cabecera de la Colonia del Coatzacoalcos», este mismo año el presidente Guadalupe Victoria, ordena se instale una «Aduana» en la barra del Coatzacoalcos siendo elegido Minatitlán, convirtiéndose en Puerto de Altura.
En 1837 Minatitlán se redujo a Puerto de Cabotaje; en el año 1846, Minatitlán se eleva de nueva cuenta a categoría de Puerto de Altura, hasta que termina la guerra con Estados Unidos.

### Recuerdos de una canción
"Minatitlán, en la gloria de la historia de Veracruz; pedazo de cielo es este suelo donde nací, Minatitlán, en la gloria de la historia de Veracruz; pedazo de cielo eres tú, bendito suelo espiritual, bendita tierra donde nací; Minatitlán...".
«Fragmento de la canción de dominio público, "Minatitlán"».

## Población
La población total de la ciudad es de 101,336 habitantes con una población de 47,297 hombres y 54,039 mujeres de acuerdo al Censo de Población y Vivienda 2020.

### Zona metropolitana
Los municipios de Cosoleacaque, Jáltipan, Chinameca, Oteapan, Zaragoza, y todas sus localidades junto con Minatitlán como municipio central, concentran la Zona Metropolitana de Minatitlán, con 359 228 habitantes en 2020. La Zona Metropolitana de Minatitlán ocupa el lugar 48 del país y el número 5 en el estado.

### Descenso de población
Minatitlán, vivió la abundancia durante el auge petrolero en los años ochenta, y se benefició de la gran Actividad económica desarrollada en el sur del estado por casi dos décadas; sin embargo, la Crisis económica se refleja en el descenso de población del municipio, de 195,523 en 1990 a 151,983 habitantes en 2005.
| 1990         | 1995         | 2000         | 2005         |
| ------------ | ------------ | ------------ | ------------ |
| 195,523 hab. | 202,965 hab. | 153,001 hab. | 151,983 hab. |

### Grupos étnicos
- chinanteco
- popoluca
- zapoteco.[30]

## Geografía

### Clima
El clima de la ciudad es cálido húmedo, con temperatura media anual de 25.6 °C; con lluvias abundantes en verano y principios de otoño; en los meses de mayo y junio se registran las temperaturas más altas, de 42 a 44 °C; en invierno, en los meses de enero y febrero principalmente, las temperaturas más bajas no rebasan los 14 °C. El municipio presenta diversos subtipos climáticos, determinados por la variación ambiental que la sierra determina al producir un efecto de sombra pluviométrica hacia las llanuras del oeste, las laderas este atrapan la humedad proveniente del Golfo de México, por lo que se presentan precipitaciones de 3,000 a 4,000 mm anuales.
Municipio con abundante red de corrientes fluviales, destacando los ríos Coatzacoalcos, Uxpanapa y Coachapa, arroyos, lagunas y pantanos tributarios del río Coatzacoalcos. Cada año, las abundantes lluvias en la región causan desborde y afectan gran parte del territorio municipal, especialmente la población asentada a orillas de caudales en comunidades de su extensa área rural.
| Parámetros climáticos promedio de Minatitlán               | Parámetros climáticos promedio de Minatitlán | Parámetros climáticos promedio de Minatitlán | Parámetros climáticos promedio de Minatitlán | Parámetros climáticos promedio de Minatitlán | Parámetros climáticos promedio de Minatitlán | Parámetros climáticos promedio de Minatitlán | Parámetros climáticos promedio de Minatitlán | Parámetros climáticos promedio de Minatitlán | Parámetros climáticos promedio de Minatitlán | Parámetros climáticos promedio de Minatitlán | Parámetros climáticos promedio de Minatitlán | Parámetros climáticos promedio de Minatitlán | Parámetros climáticos promedio de Minatitlán |
| Mes                                                        | Ene.                                         | Feb.                                         | Mar.                                         | Abr.                                         | May.                                         | Jun.                                         | Jul.                                         | Ago.                                         | Sep.                                         | Oct.                                         | Nov.                                         | Dic.                                         | Anual                                        |
| ---------------------------------------------------------- | -------------------------------------------- | -------------------------------------------- | -------------------------------------------- | -------------------------------------------- | -------------------------------------------- | -------------------------------------------- | -------------------------------------------- | -------------------------------------------- | -------------------------------------------- | -------------------------------------------- | -------------------------------------------- | -------------------------------------------- | -------------------------------------------- |
| Temp. máx. abs. (°C)                                       | 41.5                                         | 43.5                                         | 42.0                                         | 43.0                                         | 43.0                                         | 43.5                                         | 40.0                                         | 40.0                                         | 42.5                                         | 43.0                                         | 39.0                                         | 39.0                                         | 43.5                                         |
| Temp. máx. media (°C)                                      | 26.4                                         | 27.6                                         | 30.5                                         | 32.8                                         | 34.5                                         | 33.2                                         | 32.1                                         | 32.2                                         | 31.8                                         | 30.4                                         | 29.0                                         | 26.8                                         | 30.6                                         |
| Temp. media (°C)                                           | 21.9                                         | 22.7                                         | 24.9                                         | 27.1                                         | 28.5                                         | 27.9                                         | 27.2                                         | 27.3                                         | 27.0                                         | 25.8                                         | 24.4                                         | 22.4                                         | 25.6                                         |
| Temp. mín. media (°C)                                      | 17.3                                         | 17.8                                         | 19.3                                         | 21.3                                         | 22.6                                         | 22.5                                         | 22.3                                         | 22.4                                         | 22.2                                         | 21.2                                         | 19.8                                         | 18.1                                         | 20.6                                         |
| Temp. mín. abs. (°C)                                       | 2.0                                          | 8.5                                          | 2.0                                          | 15.0                                         | 12.0                                         | 15.0                                         | 12.0                                         | 13.0                                         | 15.5                                         | 15.0                                         | 2.0                                          | 4.0                                          | 2.0                                          |
| Precipitación total (mm)                                   | 104.3                                        | 60.3                                         | 37.8                                         | 36.0                                         | 85.7                                         | 254.9                                        | 269.0                                        | 297.7                                        | 428.2                                        | 364.5                                        | 207.4                                        | 137.3                                        | 2283.1                                       |
| Fuente: Servicio Meteorológico Nacional 1 de julio de 2022 |                                              |                                              |                                              |                                              |                                              |                                              |                                              |                                              |                                              |                                              |                                              |                                              |                                              |

## Economía

Zona hotelera.

Basada principalmente en la industria petrolera; petroquímica y refinación: elabora, almacena, distribuye y comercializa 10 productos de los cuales 8 son energéticos y se utilizan como combustible; petroquímicos básicos: materia prima para elaborar material sintético.
Grandes plantas productoras de gas industrial, productos químicos, medicinales y fertilizantes, embotelladoras y centros de distribución regional.
- Su comercio está desarrollado; en la ciudad se establecen empresas de giro comercial y servicio, generando gran fuente de empleo.

- Una «central de abasto regional», importante por su tamaño y 6 mercados populares.

- Su infraestructura hotelera, es «insuficiente» para los segmentos económicos e intermedios de viajes de negocios; tres hoteles de importancia categoría ejecutiva 4 estrellas y uno categoría 3 estrellas.

### Retraso económico, político y social
El municipio predominante por la industria petrolera, atraviesa un "retraso" notable que lo sumerge en un municipio con lento crecimiento económico, político y social. En 2009, Minatitlán sufrió la pérdida de 2 mil empleos en el área industrial y acrecentó los problemas financieros de los empresarios; el atraso de 3 años de 2008 a 2010 en la reconfiguración de la refinería de Minatitlán, costo a las finanzas mexicanas aproximadamente 2 mil millones de dólares y pérdida de empleos en la región, debido a importaciones de combustibles no producidos y sobrecostos en trabajos encargados a seis consorcios que no lograban integrar la obra. La falta de «Proyectos de Gran Visión», impide que el municipio desarrolle y reactive su economía a la par de Coatzacoalcos o Córdoba, en el mismo estado; luminarias, avenidas y aceras en mal estado, son parte visible de un gran retraso en una población sumamente importante;
notable también, el descenso de población e inversiones que no logran concretarse.
En 2006, la zona Coatzacoalcos-Minatitlán, Acayucan y Poza Rica de Hidalgo, fueron calificadas como las peores ciudades en Calidad de Gobiernos Locales en el estado, y una de las menos competitivas de 71 zonas urbanas en el país. En 2008 y dado a conocer en 2010, el Nivel de Competitividad actual para Minatitlán es Media baja, al igual que en 2006 sin relevancia alguna y de 86 ciudades estudiadas por el Instituto Mexicano para la Competitividad, A.C. IMCO, en todo el territorio nacional.
| Derecho     | Medio ambiente | Sociedad    | Economía | Sistema Político | Mercado de Factores | Sectores Precursores | Gobierno Eficiente | Relaciones Internacionales | Sectores Económicos de Competencia |
| ----------- | -------------- | ----------- | -------- | ---------------- | ------------------- | -------------------- | ------------------ | -------------------------- | ---------------------------------- |
| Media Baja. | Media Baja.    | Media Baja. | Baja.    | Media Baja.      | Adecuada.           | Media Baja.          | Muy Baja.          | Media Baja.                | Media Alta.                        |

Niveles de competitividad: Muy baja | Baja | Media baja | Media alta | Adecuada | Alta

## Comercio

### Proyecto Minatitlán 10-30

Comercio de Minatitlán.

Como parte del desarrollo del Istmo de Tehuantepec, empresarios del sureste de Veracruz impulsan la creación de un parque industrial sustentable que optimice el uso de agua y energía eléctrica, además de mantener bajos niveles de contaminación, estableciendo empresas de transformación, aprovechando la vocación agropecuaria de la zona y consorcios que brinden servicios a la industria petroquímica.
Posible construcción del corredor industrial en 72 hectáreas de la zona conurbada Minatitlán-Cosoleacaque; Proyecto Minatitlán 10-30, pensado a 20 años y que puede generar de 20 a 25 mil empleos, integrándolo al proyecto del Corredor Transístmico Coatzacoalcos-Salina Cruz como parte de los clúster y recintos fiscalizados que se pretende crear en toda la franja; la creación de un gran complejo comercial y un conjunto habitacional de alto nivel.

### Reactivación del puerto

Embarcadero de Minatitlán.

Minatitlán es un puerto fluvial de cabotaje, ubicado 40 km aguas arriba de la desembocadura del río Coatzacoalcos, y es el primero utilizado por Pemex, para la salida de productos ya procesados por la refinería; el puerto tiene 310 m de protección marginal y 6,860 m² para la realización de actividades portuarias; el calado del puerto de Minatitlán, ronda los 14 pies navegables.
En la actualidad, se realizan obras de rehabilitación del canal de navegación para la reactivación del comercio regional a través del río Coatzacoalcos, con el fin de permitir entrada a grandes embarcaciones que pudieran transportar Coque.
La Capitanía de Puerto en Minatitlán, se encuentra activa.

## Medios de comunicación
| Radiodifusora | Frecuencia | Nombre                            | Potencia kW | Género                              | Grupo Radiofónico / Dependencia |
| ------------- | ---------- | --------------------------------- | ----------- | ----------------------------------- | ------------------------------- |
| XEKM-AM       | 1450 kHz.  | Radio Mina, La Expresión*         | 1,000       | Pop, Actual                         | Núcleo Radio Mina / PromoSat    |
| XEAFQ-AM      | 1420 kHz.  | La Mexicana*                      | 2,500       | Grupera, Norteña, Regional Mexicana | Grupo Radiorama / Megacima      |
| XEMTV-AM      | 1260 kHz.  | El Lobo*                          | 1,000       | Grupera, Tropical                   | Núcleo Radio Mina / Somer       |
| XEMI-AM       | 1070 kHz.  | La Poderosa*                      | 5,000       | Grupera, Banda, Cumbia              | Grupo Radiorama / Megacima      |
| XHEMI-FM      | 105.7 MHz. | La Poderosa [*Combo]              | 25,000      | Grupera, Banda, Cumbia              | Grupo Radiorama / Megacima      |
| XHMTV-FM      | 100.9 MHz. | El Lobo [*Combo]                  | 10,000      | Grupera, Tropical                   | Núcleo Radio Mina / Somer       |
| XHKM-FM       | 95.3 MHz.  | Radio Mina, La Expresión [*Combo] | 25,000      | Pop, Actual                         | Núcleo Radio Mina / PromoSat    |
| XHAFQ-FM      | 88.5 MHz.  | La Mexicana [*Combo]              | 25,000      | Grupera, Norteña, Regional Mexicana | Grupo Radiorama / Megacima      |

| Prensa                               |
| ------------------------------------ |
| Diario Del Istmo                     |
| Diario La Opinión                    |
| El Diario de Minatitlán              |
| Semanario El Petrolero de Minatitlán |
| Semanario El Mensaje del Sureste     |

| Televisión por cable | IZZI | DI Tel evisión |

| Telefonía local     | IZZI   | Telmex   | Axtel       | Cablemás | Logitel |
| Radio móvil/Celular | Telcel | Movistar | AT&T México | Unefón   |         |

| Internet/Banda ancha | IZZI | Telmex | Axtel | Cablemás |

## Aeropuerto
Aeropuerto Internacional de Minatitlán código IATA: MTT, código OACI: MMMT operado por Grupo Aeroportuario del Sureste (ASUR), ubicado a 10 min. de la ciudad en la población de "Canticas", municipio de Cosoleacaque que atiende todo el sur del estado; el 15 de agosto del 2006, el presidente Vicente Fox Quesada firmó el acuerdo donde se declara y habilita como Aeródromo Internacional al «Aeropuerto de Minatitlán».
| Aerolíneas         | Destinos         |
| ------------------ | ---------------- |
| Aeroméxico Connect | Ciudad de México |
| Interjet           | Ciudad de México |

## Educación

### Universidades
- Instituto Tecnológico de Minatitlán.
- Universidad Veracruzana.
- Universidad del Golfo de México (Campus Minatitlán)
- Universidad Oriente de México.
- Universidad del Sureste Vasconcelos.
- Escuela Normal Manuel C. Tello.
- Universidad para el Bienestar Benito Juárez Sede Minatitlán.

## Cultura

Cultura de Minatitlán.

- Música: Son típicos del municipio los sones jarochos, el danzón, las décimas así como música popular.

- Artesanías: Ropa de algodón bordada y deshilada. Trajes de jarocha bordados.

- Tradiciones: Del 28 de febrero al 10 de mayo se lleva a cabo el Carnaval, con bailes de salón y populares, danzas autóctonas y folklóricas y juegos pirotécnicos.

## Gastronomía
- Bollitos de Elote: Tamales de elote envueltos en hojas de maíz, servidos con crema y queso; también se sirve fritos.
- Tamales de chipile: Masa, manteca y chipile (hojas), envueltos en hojas de plátano.
- Chanchamitos: Tamales de masa, manteca, rellenos de carne de cerdo; son gorditos y se envuelven en hojas de maíz, se bañan con salsa muy picosa y se acompaña tomando arroz con leche.
- Camarón y pescado seco: Salado.
- Totopo: Tortilla de maíz dorada.
- Queso salado.
- Carne de Chinameca: Carne enchileanchada (carne enchilada ahumada con madera de encino).
- Antojitos veracruzanos:  Plátano macho frito con crema y queso doble crema, plátano macho relleno de carne o queso doble crema con mayonesa, picaditas (tortillas de masa cocida, picadas o pellizcada en la orilla) de mole, salsa roja o verde con queso fresco, queso doble crema, queso deshebrado y/o crema, garnachas, empanadas de carne, queso o pescado y memela de salsa roja con frijoles refritos, carne de Chinameca, longaniza, queso doble crema o deshebrado, plátano macho frito y crema.
- Tacos de cochinita pibil: Aunque es un platillo de la gastronomía de Yucatán, en Minatitlán son muy populares.
- Marisco: Al estilo veracruzano.
- Tamales de masa cocida: Con epazote y rellenos de carne de cerdo o pollo.
- Chileatole: Caldo (similar al esquite) de maíz, hervido sazonado con sal y epazote, cuyo ingrediente principal es el chile guajillo y puede ser acompañado de ingredientes como mantequilla, crema, mayonesa, queso y diversos picantes.

### Fiestas y tradiciones
- Fiesta de la Candelaria: 2 de febrero.
- 5 de febrero: Aniversario del mercado más popular de Minatitlán.
- 29 de junio día de San Pedro y San Pablo: Se celebra a los patrones de la parroquia céntrica de la ciudad.
- 12 de diciembre fiesta en honor a la Virgen de Guadalupe.
- Carnaval: Una semana de fiesta; su celebración varia en el calendario, es la fiesta más grande de Minatitlán.
- 18 de octubre: Semana de fiesta en la colonia Santa Clara.
- Fiestas de Tradición Istmeña: Durante todo el año, la comunidad zapoteca (proveniente de Oaxaca pero asentada en la ciudad) realiza fiestas en honor a algún Santo: San Vicente Ferrer, San Judas Tadeo, Virgen de Juquila, Santa Cecilia, Santa Rosa de Lima, Virgen de Guadalupe, Virgen de la Candelaria, Virgen de la Natividad, etc. para cada una de las celebraciones existe una sociedad istmeña respectiva, siendo muy famosas por su folclore, algarabía, pasión y "fe".

### Personas destacadas
- Blanca Estela Pavón: Nació en Minatitlán el 21 de febrero de 1926 - 26 de septiembre de 1949. Actriz, cuya trayectoria le significó un lugar en la cinematografía mexicana.
- Meche Carreño: Nació en Minatitlán el 15 de septiembre de 1947. Actriz, productora y argumentista de cine en la década de los 70.
- Claudia Ramírez: Nació en Minatitlán el 30 de julio de 1964. Actriz, actuo en las telenovelas; El ángel caído, Solo con tu pareja, Ciudad de ciegos, María José, S.O.S.: Sexo y otros secretos, ¿Quién mató a Sara?
- José Alfredo Rangel Arroyo: Músico, guitarrista, integrante de la banda mexicana ganadora del Grammy y Grammy Latino Café Tacvba.

## Otros datos
- La Refinería Lázaro Cárdenas del Río en Minatitlán, es la primera y más grande refinería de América Latina hasta el año 2004, desbancada por el Centro de Refinación de Paraguaná en Venezuela; la Refinería Gral. Lázaro Cárdenas,[49] es la más grande e importante refinería de México, donde se procesan 190 000 barriles diarios de petróleo crudo, y 30 000 barriles de líquidos de mezcla de Butanos;[50] en 2009 la refinería elaboró un total de 2 millones 628 mil barriles de gas LPG, 20 millones 294 mil barriles de gasolina Magna, 13 millones 811 mil barriles de Diesel, y 24 millones 528 mil barriles de combustóleo; 3 millones 686 mil barriles de gasolina natural para la obtención de 94 mil 900 barriles de Isobutano se enviaron a la refinería de Salina Cruz en el estado de Oaxaca, para la producción de gasolina Premium.[51]

- En enero de 2001, es descubierta la Zona Arqueológica «Lomas de Tacojalpa» en la rivera del río Coatzacoalcos del municipio de Minatitlán, donde se presume nació la Cultura Olmeca; los estudios han sido realizados por el INAH, y refieren que el lugar data del año 1500 a.c. y hasta 1521 d. C., la existencia de monumentos arqueológicos del sitio, se encuentran inscritos en el Registro Público de Monumentos desde el 15 de diciembre de 2001, clave E15-C15-30030. El 21 de marzo se celebró el equinoccio de primavera 2010 “El Retorno de Quetzalcóatl”, convirtiéndose Lomas de Tacojalpa en el cuarto sitio arqueológico en México, donde se realiza este tipo de ceremonia.[52]
- El 5 de septiembre de 2010, Se cumplieron 100 años de ser elevada la Villa de Minatitlán, a categoría de ciudad.[53]
- En 2015 se funda el ballet folklórico oficial de la ciudad, que lleva por nombre Ballet Folklórico de Minatitlán.

## Problemas ambientales
En la década de los 80, se declara oficialmente como «Zona Crítica», a la zona Coatzacoalcos-Minatitlán en el aspecto de ordenamiento ecológico y protección ambiental.
- industria petrolera: Problemas ambientales, contaminación del río Coatzacoalcos y sus afluentes por grandes cantidades de desechos industriales, y la mala calidad del aire que se respira.[54]
- Lluvia: Tormentas, huracanes e inundaciones.
- Calor: Incendios en pastizales.[55]
- Humano: Basura tirada en vía pública, aguas residuales domésticas, desperdicios en arroyos, ríos y lagunas.

### Pantano Santa Alejandrina
El pantano Santa Alejandrina, es afectado por las grandes cargas residuales y deforestación debido a la modernización de la Refinería Gral. Lázaro Cárdenas. Pemex, es propietaria de 107 hectáreas donde se construye las nuevas plantas industriales que bien crearan empleos, pero esto agrava la situación, pues especies de animales que lo habitan son severamente afectadas por la gran concentración de desechos tóxicos que termina con sus vidas; la población, en repetidas ocasiones señala a la paraestatal como culpable de acabar con sus tierras.
En 2001, el pantano Santa Alejandrina fue gravemente afectado por el derrame de hidrocarburos; considerado como el más contaminado de México.
El pantano Santa Alejandrina o «Pantano de Santa Alejandrina», como popularmente se le conoce, es uno de los puntos más ancho y menos profundo del río Coatzacoalcos; es un depósito de sedimentos finos y es rico en arcilla. Ubicado en la congregación de Santa Alejandrina, municipio de Minatitlán.
El impacto ambiental del pantano, ha sido motivo de múltiples estudios.
A pesar de afectar la salud de sus habitantes, las autoridades y los Grupos Sociales no han hecho mucho para corregir estos problemas.